# Tony Hillerman
Anthony Grove Hillerman (27 de mayo de 1925 - 26 de octubre de 2008) fue un escritor y periodista estadounidense, autor de novela negra de éxito y de trabajos de no ficción. Sus relatos más conocidos, que forman una serie de dieciocho libros, están protagonizados por los agentes de la policía de la nación navajo Joe Leaphorn y Jim Chee, ambientados entre las poblaciones de indios navajos del sudoeste de Estados Unidos. Hillerman siempre quiso difundir y amparar la cultura de los indios americanos en sus narraciones. En 1987, el Concejo Tribal Navajo le concedió el premio Dineh, por haber retratado con fidelidad y honestidad la cultura de esa etnia.

### Libros de Joe Leaphorn y  Jim Chee
El policía navajo Joe Leaphorn apareció por primera vez, como un personaje secundario, en la novela The Blessing Way (El camino del enemigo) de 1970. Tras esta libro y a sugerencia de sus editores, Hillerman escribe dos relatos con Leaphorn como protagonista. En 1980, en la novela People of Darkness (El pueblo de las sombras) crea al personaje de Jim Chee que protagoniza tres novelas y a partir de 1987 con Skinwalkers (Los espíritus del aire), los dos policías comienzan a trabajar juntos y coprotagonizan las restantes.
- The Blessing Way (El camino del enemigo) (1970); ISBN 0-06-011896-2
- Dance Hall of the Dead (1973); ISBN 0-06-011898-9
- Listening Woman (1978); ISBN 0-06-011901-2
- People of Darkness (El pueblo de las sombras) (1980); ISBN 0-06-011907-1
- The Dark Wind (Vendaval de tinieblas) (1982); ISBN 0-06-014936-1
- The Ghostway (Sendero de los espíritus) (1984); ISBN 0-06-015396-2
- Skinwalkers (Los espíritus del aire)(1986); ISBN 0-06-015695-3
- A Thief of Time (Ladrón de tiempo) (1988); ISBN 0-06-015938-3
- Talking God (La conspiración de las máscaras)  (1989); ISBN 0-06-016118-3
- Coyote Waits (Un coyote acecha) (1990); ISBN 0-06-016370-4
- Sacred Clowns (1993); ISBN 0-06-016767-X
- The Fallen Man (1996); ISBN 0-06-017773-X
- The First Eagle (La primera águila) (1998); ISBN 0-06-017581-8
- Hunting Badger (La caza) (1999); ISBN 0-06-019289-5
- The Wailing Wind' (2002); ISBN 0-06-019444-8
- The Sinister Pig (2003); ISBN 0-06-019443-X
- Skeleton Man (2004); ISBN 0-06-056344-3
- The Shape Shifter (2006); ISBN 978-0-06-056345-5

## Adaptaciones
En 2022 se estrenó la serie Dark Winds basada en los relatos de Hillerman sobre los policías Joe Leaphorn y Jim Chee. Entre los productores ejecutivos de la serie se encuentran George R.R. Martin, Robert Redford y Anne Hillerman, hija del escritor y continuadora de la serie de novelas.